# Associazione Calcio Perugia 2004-2005
Questa voce raccoglie le informazioni riguardanti l'Associazione Calcio Perugia nelle competizioni ufficiali della stagione 2004-2005.

## Stagione

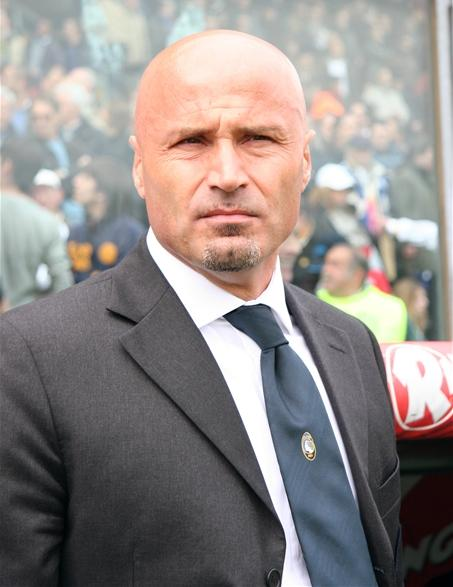
Il nuovo allenatore Stefano Colantuono guidò la squadra alla finale play-off

È questa l'ultima annata sportiva dell'Associazione Calcio, scomparsa nel 2005 nell'anniversario del suo centenario.
Appena retrocesso dalla Serie A, il Perugia si presenta ai nastri di partenza del campionato cadetto con l'obiettivo di centrare l'immediato ritorno in massima categoria. Nell'occasione la Serie B cambia formula, con l'introduzione dei play-off per la terza promozione, se il margine con la quarta è inferiore ai 10 punti, e dei play-out tra quart'ultima e terz'ultima, se hanno meno di 5 punti di distacco.
La squadra, allenata dal nuovo tecnico Stefano Colantuono, chiude la stagione al quarto posto della classifica (trasformato poi in terzo, a seguito della condanna per illecito sportivo della capolista Genoa) e si guadagna l'accesso ai play-off validi per l'ultimo posto utile alla promozione. Qui, dopo avere superato in semifinale il Treviso sia all'andata sia al ritorno, gli umbri escono sconfitti dalla finale con il Torino, squadra con cui condividevano il record di vittorie stagionali (21). I grifoni, battuti per 1-2 nell'andata allo stadio Renato Curi, non riescono a ribaltare l'esito del doppio confronto nella gara di ritorno, ottenendo un'inutile vittoria per 0-1 al Delle Alpi che, dopo i tempi supplementari, premia ugualmente i granata in virtù del miglior piazzamento conseguito nella stagione regolare.
Meno esaltante è il cammino in Coppa Italia, con i biancorossi presto eliminati già nella prima fase a gironi.
Pochi giorni dopo la fine del campionato emerge un pesante dissesto economico-finanziario nelle casse della società dei Gaucci, situazione che il 15 luglio 2005 porta dapprima alla revoca dell'affiliazione alla Federcalcio e successivamente, dopo un secolo di storia, al fallimento del club umbro. Durante l'estate viene quindi creata in città una nuova società, il Perugia Calcio, che aderendo al lodo Petrucci perde la categoria dovendo così iscriversi alla Serie C1, ma può tuttavia mantenersi in continuità con la precedente conservandone il titolo sportivo.

## Rosa
| N. |                        | Ruolo | Calciatore                    |
| -- | ---------------------- | ----- | ----------------------------- |
| 1  | Australia (bandiera)   | P     | Željko Kalac                  |
| 2  | Italia (bandiera)      | D     | Guglielmo Stendardo           |
| 3  | Grecia (bandiera)      | D     | Kōnstantinos Loumpoutīs       |
| 4  | Italia (bandiera)      | C     | Gennaro Delvecchio            |
| 5  | Italia (bandiera)      | C     | Fabio Gatti                   |
| 5  | Italia (bandiera)      | C     | Giorgio Gorgone               |
| 6  | Italia (bandiera)      | D     | Giovanni Ignoffo              |
| 6  | Italia (bandiera)      | D     | Mariano Stendardo             |
| 6  | Italia (bandiera)      | C     | Dario Bazzi                   |
| 7  | Brasile (bandiera)     | C     | Guilherme Raymundo do Prado   |
| 8  | Italia (bandiera)      | C     | Eusebio Di Francesco          |
| 9  | Inghilterra (bandiera) | A     | Jay Bothroyd                  |
| 9  | Spagna (bandiera)      | C     | Javier de Pedro               |
| 10 | Italia (bandiera)      | A     | Giuseppe Mascara              |
| 11 | Libia (bandiera)       | C     | Jehad Muntasser               |
| 12 | Italia (bandiera)      | P     | Davide Faraon                 |
| 13 | Rep. Ceca (bandiera)   | A     | Jaroslav Šedivec              |
| 14 | Italia (bandiera)      | D     | Nicola Diliso                 |
| 14 | Italia (bandiera)      | C     | Gabriele Goretti              |
| 15 | Spagna (bandiera)      | A     | Alejandro Fernández Sánchez   |
| 15 | Italia (bandiera)      | A     | Fabrizio Ravanelli (capitano) |
| 16 | Italia (bandiera)      | C     | Andrea Bernini                |
| 17 | Italia (bandiera)      | D     | Roberto Cardinale             |
| 17 | Italia (bandiera)      | D     | Alessio Vergaini              |
| 18 | Italia (bandiera)      | P     | Lorenzo Squizzi               |
| 19 | Libia (bandiera)       | A     | Saadi Gheddafi                |

| N. |                      | Ruolo | Calciatore            |
| -- | -------------------- | ----- | --------------------- |
| 20 | Italia (bandiera)    | C     | Massimiliano Fusani   |
| 20 | Brasile (bandiera)   | C     | Luíz Sacilotto        |
| 21 | Francia (bandiera)   | C     | Gaël Genevier         |
| 21 | Italia (bandiera)    | A     | Stefano Del Sante     |
| 22 | Italia (bandiera)    | D     | Marco Di Loreto       |
| 23 | Italia (bandiera)    | C     | Riccardo Cazzola      |
| 23 | Sudafrica (bandiera) | A     | Davide Somma          |
| 24 | Marocco (bandiera)   | D     | Jamal Alioui          |
| 25 | Italia (bandiera)    | D     | Massimo Ciarlora      |
| 26 | Italia (bandiera)    | D     | Giuseppe Orlando      |
| 27 | Italia (bandiera)    | D     | Mauro Milanese        |
| 28 | Italia (bandiera)    | D     | Giacomo Pencelli      |
| 29 | Italia (bandiera)    | C     | Gionata Mingozzi      |
| 30 | Italia (bandiera)    | C     | Massimiliano Ferrigno |
| 31 | Italia (bandiera)    | P     | Carlo Camilli         |
| 32 | Italia (bandiera)    | C     | Michele Boldrini      |
| 33 | Grecia (bandiera)    | D     | Evangelos Nastos      |
| 35 | Senegal (bandiera)   | D     | Ferdinand Coly        |
| 38 | Italia (bandiera)    | A     | Marco Negri           |
| 77 | Italia (bandiera)    | P     | Giuseppe Aprea        |
| 79 | Brasile (bandiera)   | C     | Ferreira Pinto        |
| 80 | Italia (bandiera)    | C     | Antonio Maschio       |
| 83 | Italia (bandiera)    | A     | Antonio Floro Flores  |
| 90 | Italia (bandiera)    | A     | Gabriele Scandurra    |
| 98 | Italia (bandiera)    | C     | Davide Baiocco        |
| 99 | Italia (bandiera)    | P     | Emanuele Concetti     |

## Risultati

### Serie B

#### Girone di andata
| Arbitro: | Preschern (Mestre) |

|                                |           |            |
| G. Delvecchio 13’ Ferrigno 33’ | Marcatori | 87’ Alteri |

| Arbitro: | Rocchi (Firenze) |

|               |           |                   |
| Santoruvo 27’ | Marcatori | 24’ G. Delvecchio |

| Arbitro: | Banti (Livorno) |

|                                  |           |  |
| Di Loreto 36’ Ferreira Pinto 74’ | Marcatori |  |

| Catania 25 settembre 2004, ore 20:30 4ª giornata | Catania             | 0 – 0 | Perugia | Stadio Angelo Massimino\| Arbitro: \| Carlucci (Barletta) \| |
| Arbitro:                                         | Carlucci (Barletta) |       |         |                                                              |

| Arbitro: | Girardi (San Donà di Piave) |

|                          |           |                             |
| Fusani 84’ Mascara 90+4’ | Marcatori | 21’ Milito 86’ Gio. Tedesco |

| Arbitro: | Morganti (Ascoli Piceno) |

|  |           |                                    |
|  | Marcatori | 22’ Ravanelli 90+3’ Ferreira Pinto |

| Arbitro: | Cassarà (Palermo) |

|               |           |             |
| Ravanelli 86’ | Marcatori | 74’ Cavalli |

| Arbitro: | Preschern (Mestre) |

|                         |           |               |
| Vignaroli 72’ Taldo 81’ | Marcatori | 90+2’ Bernini |

| Arbitro: | Cassarà (Palermo) |

|                                            |           |           |
| Sedivec 29’, 58’ Milanese 76’ Ferrigno 77’ | Marcatori | 87’ Zeoli |

| Arbitro: | Pieri (Genova) |

|  |           |                               |
|  | Marcatori | 19’ (rig.) Tavano 61’ D. Moro |

| Arbitro: | Squillace (Catanzaro) |

|  |           |                                |
|  | Marcatori | 55’ Ferreira Pinto 66’ Sedivec |

| Arbitro: | Trefoloni (Siena) |

|                                |           |  |
| Quagliarella 17’ Marazzina 84’ | Marcatori |  |

| Arbitro: | M. Mazzoleni (Bergamo) |

|                            |           |  |
| Di Loreto 47’ Do Prado 81’ | Marcatori |  |

| Arbitro: | Morganti (Ascoli Piceno) |

|                        |           |                                                         |
| Riccio 9’ Masiello 62’ | Marcatori | 34’ (rig.) Ravanelli 83’ Coly 89’ Fusani 90+4’ Do Prado |

| Perugia 29 novembre 2004, ore 20:45 15ª giornata | Perugia        | 0 – 0 | Venezia | Stadio Renato Curi\| Arbitro: \| Pieri (Genova) \| |
| Arbitro:                                         | Pieri (Genova) |       |         |                                                    |

| Arbitro: | Giannoccaro (Lecce) |

|                |           |                                            |
| B. Carbone 65’ | Marcatori | 24’ Do Prado 27’ G. Delvecchio 55’ Mascara |

| Arbitro: | Nucini (Bergamo) |

|  |           |                                        |
|  | Marcatori | 19’ (aut.) G. Delvecchio 90+1’ Bogdani |

| Arbitro: | Pantana (Macerata) |

|              |           |                          |
| De Zerbi 64’ | Marcatori | 14’ Mascara 42’ Do Prado |

| Arbitro: | Saccani (Mantova) |

|                                |           |  |
| Ferreira Pinto 36’ Sedivec 69’ | Marcatori |  |

| Trieste 9 gennaio 2005, ore 15:00 20ª giornata | Triestina                | 0 – 0 | Perugia | Stadio Nereo Rocco\| Arbitro: \| Morganti (Ascoli Piceno) \| |
| Arbitro:                                       | Morganti (Ascoli Piceno) |       |         |                                                              |

| Arbitro: | Rocchi (Firenze) |

|                    |           |  |
| Ferreira Pinto 60’ | Marcatori |  |

#### Girone di ritorno
| Arbitro: | Tombolini (Ancona) |

|             |           |                   |
| Galardo 45’ | Marcatori | 31’ G. Delvecchio |

| Arbitro: | M. Mazzoleni (Bergamo) |

|  |           |            |
|  | Marcatori | 2’ Scaglia |

| Arbitro: | Palanca (Roma) |

|             |           |  |
| Barreto 90’ | Marcatori |  |

| Arbitro: | Rocchi (Firenze) |

|                     |           |              |
| Milanese 28’ (rig.) | Marcatori | 64’ Lombardi |

| Arbitro: | Nucini (Bergamo) |

|  |           |                   |
|  | Marcatori | 39’ G. Delvecchio |

| Arbitro: | P.S. Mazzoleni (Bergamo) |

|  |           |                |
|  | Marcatori | 30’ Bombardini |

| Arbitro: | Romeo (Verona) |

|  |           |                  |
|  | Marcatori | 90’ Floro Flores |

| Perugia 6 marzo 2005, ore 15:00 29ª giornata | Perugia         | 0 – 0 | Modena | Stadio Renato Curi\| Arbitro: \| Banti (Livorno) \| |
| Arbitro:                                     | Banti (Livorno) |       |        |                                                     |

| Arbitro: | Rizzoli (Bologna) |

|                        |           |                    |
| Croce 33’ D. Russo 62’ | Marcatori | 79’ Ferreira Pinto |

| Arbitro: | Palanca (Roma) |

|             |           |  |
| Almiron 20’ | Marcatori |  |

| Arbitro: | Preschern (Mestre) |

|                                                       |           |  |
| Ferreira Pinto 12’, 45’ G. Delvecchio 35’ Sedivec 59’ | Marcatori |  |

| Arbitro: | Racalbuto (Gallarate) |

|               |           |             |
| Di Loreto 66’ | Marcatori | 90+4’ Pinga |

| Arbitro: | Preschern (Mestre) |

|                        |           |                           |
| Vitiello 6’ Schwoch 9’ | Marcatori | 37’ Coly 78’ G. Stendardo |

| Arbitro: | Rizzoli (Bologna) |

|  |           |          |
|  | Marcatori | 26’ Pepe |

| Arbitro: | Stefanini (Prato) |

|                           |           |                                                            |
| Oliveira 39’ Anderson 35’ | Marcatori | 15’ Baiocco 38’ Floro Flores 43’ G. Stendardo 61’ Milanese |

| Arbitro: | Carlucci (Molfetta) |

|                                 |           |            |
| Floro Flores 3’, 7’ Sedivec 82’ | Marcatori | 28’ Corona |

| Arbitro: | Bergonzi (Genova) |

|               |           |                                 |
| Bogdani 90+2’ | Marcatori | 37’ (rig.) Milanese 40’ Baiocco |

| Arbitro: | Gabriele (Frosinone) |

|                  |           |  |
| Di Francesco 21’ | Marcatori |  |

| Arbitro: | Rodomonti (Roma) |

|  |           |                  |
|  | Marcatori | 24’ Floro Flores |

| Arbitro: | Girardi (San Donà di Piave) |

|            |           |  |
| Mascara 3’ | Marcatori |  |

| Arbitro: | Pieri (Genova) |

|  |           |                  |
|  | Marcatori | 11’ Floro Flores |

#### Play-off
| Arbitro: | Messina (Bergamo) |

|  |           |                  |
|  | Marcatori | 42’ G. Stendardo |

| Arbitro: | Paparesta (Bari) |

|                         |           |  |
| Floro Flores 45+1’, 49’ | Marcatori |  |

| Arbitro: | Farina (Novi Ligure) |

|             |           |                              |
| Mascara 44’ | Marcatori | 21’ Balzaretti 56’ Marazzina |

| Arbitro: | De Santis (Roma) |

|  |           |             |
|  | Marcatori | 21’ Mascara |

### Coppa Italia

#### Fase a gironi
| Arbitro: | Bertini (Arezzo) |

|                              |           |  |
| Mascara 14’ Di Francesco 41’ | Marcatori |  |

| Arbitro: | Stefanini (Prato) |

|                |           |  |
| Muslimovic 20’ | Marcatori |  |

| Arbitro: | Pantana (Macerata) |

|               |           |                    |
| Paponetti 76’ | Marcatori | 47’ (rig.) Mascara |